# 1826 год
1826 (ты́сяча восемьсо́т два́дцать шесто́й) год  по григорианскому календарю — невисокосный год, начинающийся в воскресенье. Это 1826 год нашей эры, 6‑й год 3‑го десятилетия XIX века 2‑го тысячелетия, 7‑й год 1820‑х годов. Он закончился 199 лет назад.
| Пн | Вт | Ср | Чт | Пт | Сб | Вс |
|    |    |    |    |    |    | 1  |
| 2  | 3  | 4  | 5  | 6  | 7  | 8  |
| 9  | 10 | 11 | 12 | 13 | 14 | 15 |
| 16 | 17 | 18 | 19 | 20 | 21 | 22 |
| 23 | 24 | 25 | 26 | 27 | 28 | 29 |
| 30 | 31 |    |    |    |    |    |

| Пн | Вт | Ср | Чт | Пт | Сб | Вс |
|    |    | 1  | 2  | 3  | 4  | 5  |
| 6  | 7  | 8  | 9  | 10 | 11 | 12 |
| 13 | 14 | 15 | 16 | 17 | 18 | 19 |
| 20 | 21 | 22 | 23 | 24 | 25 | 26 |
| 27 | 28 |    |    |    |    |    |

| Пн | Вт | Ср | Чт | Пт | Сб | Вс |
|    |    | 1  | 2  | 3  | 4  | 5  |
| 6  | 7  | 8  | 9  | 10 | 11 | 12 |
| 13 | 14 | 15 | 16 | 17 | 18 | 19 |
| 20 | 21 | 22 | 23 | 24 | 25 | 26 |
| 27 | 28 | 29 | 30 | 31 |    |    |

| Пн | Вт | Ср | Чт | Пт | Сб | Вс |
|    |    |    |    |    | 1  | 2  |
| 3  | 4  | 5  | 6  | 7  | 8  | 9  |
| 10 | 11 | 12 | 13 | 14 | 15 | 16 |
| 17 | 18 | 19 | 20 | 21 | 22 | 23 |
| 24 | 25 | 26 | 27 | 28 | 29 | 30 |

| Пн | Вт | Ср | Чт | Пт | Сб | Вс |
| 1  | 2  | 3  | 4  | 5  | 6  | 7  |
| 8  | 9  | 10 | 11 | 12 | 13 | 14 |
| 15 | 16 | 17 | 18 | 19 | 20 | 21 |
| 22 | 23 | 24 | 25 | 26 | 27 | 28 |
| 29 | 30 | 31 |    |    |    |    |

| Пн | Вт | Ср | Чт | Пт | Сб | Вс |
|    |    |    | 1  | 2  | 3  | 4  |
| 5  | 6  | 7  | 8  | 9  | 10 | 11 |
| 12 | 13 | 14 | 15 | 16 | 17 | 18 |
| 19 | 20 | 21 | 22 | 23 | 24 | 25 |
| 26 | 27 | 28 | 29 | 30 |    |    |

| Пн | Вт | Ср | Чт | Пт | Сб | Вс |
|    |    |    |    |    | 1  | 2  |
| 3  | 4  | 5  | 6  | 7  | 8  | 9  |
| 10 | 11 | 12 | 13 | 14 | 15 | 16 |
| 17 | 18 | 19 | 20 | 21 | 22 | 23 |
| 24 | 25 | 26 | 27 | 28 | 29 | 30 |
| 31 |    |    |    |    |    |    |

| Пн | Вт | Ср | Чт | Пт | Сб | Вс |
|    | 1  | 2  | 3  | 4  | 5  | 6  |
| 7  | 8  | 9  | 10 | 11 | 12 | 13 |
| 14 | 15 | 16 | 17 | 18 | 19 | 20 |
| 21 | 22 | 23 | 24 | 25 | 26 | 27 |
| 28 | 29 | 30 | 31 |    |    |    |

| Пн | Вт | Ср | Чт | Пт | Сб | Вс |
|    |    |    |    | 1  | 2  | 3  |
| 4  | 5  | 6  | 7  | 8  | 9  | 10 |
| 11 | 12 | 13 | 14 | 15 | 16 | 17 |
| 18 | 19 | 20 | 21 | 22 | 23 | 24 |
| 25 | 26 | 27 | 28 | 29 | 30 |    |

| Пн | Вт | Ср | Чт | Пт | Сб | Вс |
|    |    |    |    |    |    | 1  |
| 2  | 3  | 4  | 5  | 6  | 7  | 8  |
| 9  | 10 | 11 | 12 | 13 | 14 | 15 |
| 16 | 17 | 18 | 19 | 20 | 21 | 22 |
| 23 | 24 | 25 | 26 | 27 | 28 | 29 |
| 30 | 31 |    |    |    |    |    |

| Пн | Вт | Ср | Чт | Пт | Сб | Вс |
|    |    | 1  | 2  | 3  | 4  | 5  |
| 6  | 7  | 8  | 9  | 10 | 11 | 12 |
| 13 | 14 | 15 | 16 | 17 | 18 | 19 |
| 20 | 21 | 22 | 23 | 24 | 25 | 26 |
| 27 | 28 | 29 | 30 |    |    |    |

| Пн | Вт | Ср | Чт | Пт | Сб | Вс |
|    |    |    |    | 1  | 2  | 3  |
| 4  | 5  | 6  | 7  | 8  | 9  | 10 |
| 11 | 12 | 13 | 14 | 15 | 16 | 17 |
| 18 | 19 | 20 | 21 | 22 | 23 | 24 |
| 25 | 26 | 27 | 28 | 29 | 30 | 31 |

## События
- 31 января — произошла церемония принятия полками конногвардейских мундиров Александра I[1].
- 6 февраля — учредительный конгресс Объединённых провинций Рио-де-ла-Платы в Буэнос-Айресе принял закон о создании федерального правительства во главе с президентом[2].
- 4 апреля — подписан Петербургский протокол между Российской империей и Великобританией о совместных действиях в урегулировании греческого вопроса.
- 5 апреля — правительству Оттоманской империи вручена ультимативная нота российского императора Николая I от 17 марта с требованиями соблюдения условий Бухарестского мира 1812 года, вывода турецких войск из Молдавского княжества и Валахии и начала новых русско-турецких переговоров[3].
- 4 мая — турецкое правительство заявило о принятии требований Российской империи, предъявленных в ноте от 17 марта[3].
- 11 июня — в Москве открыта офтальмологическая больница[4].
- 14 мая — Российской империей и Шведско-норвежской унией подписана конвенция «О границах между Россией и Норвегией в лапландских погостах»[5].
- 22 июня
  - Новый («чугунный») Устав о цензуре в России[6].
- В Панаме по инициативе Симона Боливара открылся Панамский конгресс представителей независимых государств Латинской Америки — Великой Колумбии, Перу, Боливии, Мексики и Федеральной республики Центральной Америки[7].
- 15 июля
  - Учреждение высшей политической полиции — III отделения Собственной Его Императорского Величества канцелярии[8].
  - Подписанием Договора о вечном союзе, лиге и конфедерации латиноамериканских республик завершился Панамский конгресс. Подписаны конвенции о создании единых латиноамериканских армии и флота[9].
- 25 июля — приведён в исполнение приговор Верховного уголовного суда по делу декабристов. На высоком валу Кронверка у ворот Петропавловской крепости казнены через повешение «государственные преступники вне разрядов»: К. Ф. Рылеев, П. Г. Каховский, П. И. Пестель, С. И. Муравьёв-Апостол, М. П. Бестужев-Рюмин. 120 человек отправлены на каторгу, в ссылку и в заключение (включая 31 приговорённого судом к отсечению головы, которым Николаем I казнь была заменена вечной каторгой).
- 28 июля — вторжение иранских войск в Закавказье. Начало Русско-персидской войны.
- 3 сентября — коронация Николая I в Москве[10][11].
- 6 сентября — президент Федеральной Республики Центральной Америки Мануэль Хосе Арсе совершил переворот в городе Гватемала и арестовал переставшего подчиняться федеральному правительству главу государства Гватемала Хуана Баррундию. Вице-президент Гватемалы Сирило Флорес отказался подчиниться федеральным властям и вместе с гватемальским конгрессом уехал в г. Кетсальтенанго[12].
- 7 октября — подписана Аккерманская конвенция 1826 г. между Россией и Турцией. Турция признала переход к России Сухума, Редут-Кале и Анакрии, разграничительную линию по Дунаю и др.[3]
- 13 октября — восстание во временной столице Гватемалы городе Кетсальталенанго. Глава государства Сирило Флорес свергнут и убит[13].
- 9 декабря — конгресс Перу принял в качестве конституции страны составленную Боливаром конституцию Боливии, внеся в неё некоторые изменения[14].
- 14 декабря — Александру Эйлер и Александру Россет «всемилостивейше пожаловали во фрейлины к их Императорским Величествам Государыням Императрицам»[15].
- 18 декабря — создан секретный комитет при императоре Николае I, получивший название «Комитет 6 декабря»[16].
- 24 декабря — учредительный конгресс Объединённых провинций Рио-де-ла-Платы в Буэнос-Айресе утвердил конституцию страны, которая получила название Аргентина[2].

### Без точных дат
- Июнь — Османским султаном Махмудом II осуществлён разгон янычарского корпуса[17].
- Упразднение Талышского ханства.
- Начата публикация Monumenta Germaniae Historica, многосерийного издания источников по истории Германии (продолжается до сих пор).
- В Валенсии состоялось последнее в мире аутодафе (через повешение) — казнён школьный учитель Рипполь по обвинению в деизме[18].
- В Москве основана Кондитерская мастерская купцов Леновых (с 1890 по 1900 год — Товарищество на паях паровой фабрики шоколада, карамели и конфет; с 1900 по 1931 год — «Торговый дом Леновых»; с 1931 года — шоколадно-кондитерская фабрика «Рот Фронт»).
- Во Франции Жозеф Ньепс с помощью камеры-обскуры получил первую из сохранившихся фотографий — «Вид из окна в Ле Гра».

## Наука
- 4 января — в Польше был основан Варшавский политехнический университет.
- 11 февраля — в Лондоне был основан первый университет.
- В Берлине начал издаваться математический журнал Крелле.
- В Лондоне начал издаваться журнал по геологии Journal of the Geological Society[англ.].
- В России вышел в свет первый номер «Журнала Министерства путей сообщения» — ежемесячного технико-экономического издания.
- В США был основан университет Фурмана[англ.].
- Шотландский инженер Томас Друммонд изобрёл новый вид освещения — друммондов свет, который использовался в театре.
- В Нидерландах указом короля Виллема I основана Гаагская консерватория.
- Во Франции была сделана первая в мире фотография.

## Родились
См. также: Категория:Родившиеся в 1826 году
- 7 января — Иван Ильич Глазунов, тайный советник, издатель и книготорговец; городской голова Санкт-Петербурга (ум. 1889).
- 16 января — Ромуальд Траугутт, польский революционер (казнён 1864).
- 27 января — Михаил Евграфович Салтыков-Щедрин, русский писатель (ум. 1889).
- 7 февраля — Сильвен Сальнав, президент Гаити в 1867—1870 годах (убит 1870)
- 13 февраля — Фредерик Годфруа (Годефруа), французский филолог и историк литературы, журналист и педагог (ум. 1897).
- 29 марта — Вильгельм Либкнехт, немецкий революционер, марксист, парламентский политик, один из основателей Социал-демократической партии Германии (ум. 1900).
- 30 марта — Григорий Николаевич Геннади, русский библиограф и библиофил (ум. 1880).
- 6 апреля — Пётр Никитич Горский, русский поэт и автор физиологических очерков (ум. 1877).
- 26 апреля — Эмброуз Рэнсом Райт, генерал армии Конфедерации (ум. 1872).
- 23 июля — Александр Николаевич Афанасьев, собиратель русских народных сказок (ум. 1871).
- 21 сентября — Джильберто Гови (ум. 1889), итальянский физик, естествовед и политик; автор ряда научных трудов.
- 24 ноября — Карло Коллоди, итальянский писатель (ум. 1890).
- 4 декабря — Алексей Николаевич Плещеев, русский писатель, поэт, переводчик (ум. 1893).

## Скончались
См. также: Категория:Умершие в 1826 году
- 1826, январь — Александрин-Луиз Бутинон де Хейс[фр.], графиня де Курсель (род. 1758[19] или 1765[20][21]), автор сентиментальных романов, состоявшая замужем в первом браке с лагерным маршалом Ж.-А.-И. де Гибером, во втором — с Б. Барером де Вьёзаком.
- 30 января — Фёдор Васильевич Ростопчин (род. 1763), граф, русский государственный деятель и литератор.
- 10 марта — Жуан VI (род. 1767), король Португалии с 1816 года.
- 16 мая — Елизавета Алексеевна (род. 1779), императрица Российской империи, супруга императора Александра I.
- 3 июня — Николай Михайлович Карамзин (род. 1766), русский писатель и историк.
- 4 июля
  - Джон Адамс (род. 1735), деятель американской революции, первый вице-президент и второй президент США (1797—1801).
  - Томас Джефферсон (род. 1743), видный деятель войны за независимость США (Американской революции), автор Декларации независимости (1776), 3-й президент США в 1801—1809 годах.
- 25 июля — Павел Иванович Пестель, руководитель Южного общества декабристов.

- 4 сентября — Роберт Гиффорд (род. 1779), британский пэр, барон, юрист, судья и политик.